# Cystopteris protrusa
Cystopteris protrusa là một loài thực vật có mạch trong họ Woodsiaceae. Loài này được (Weath.) Blasdell miêu tả khoa học đầu tiên năm 1963.

## Hình ảnh

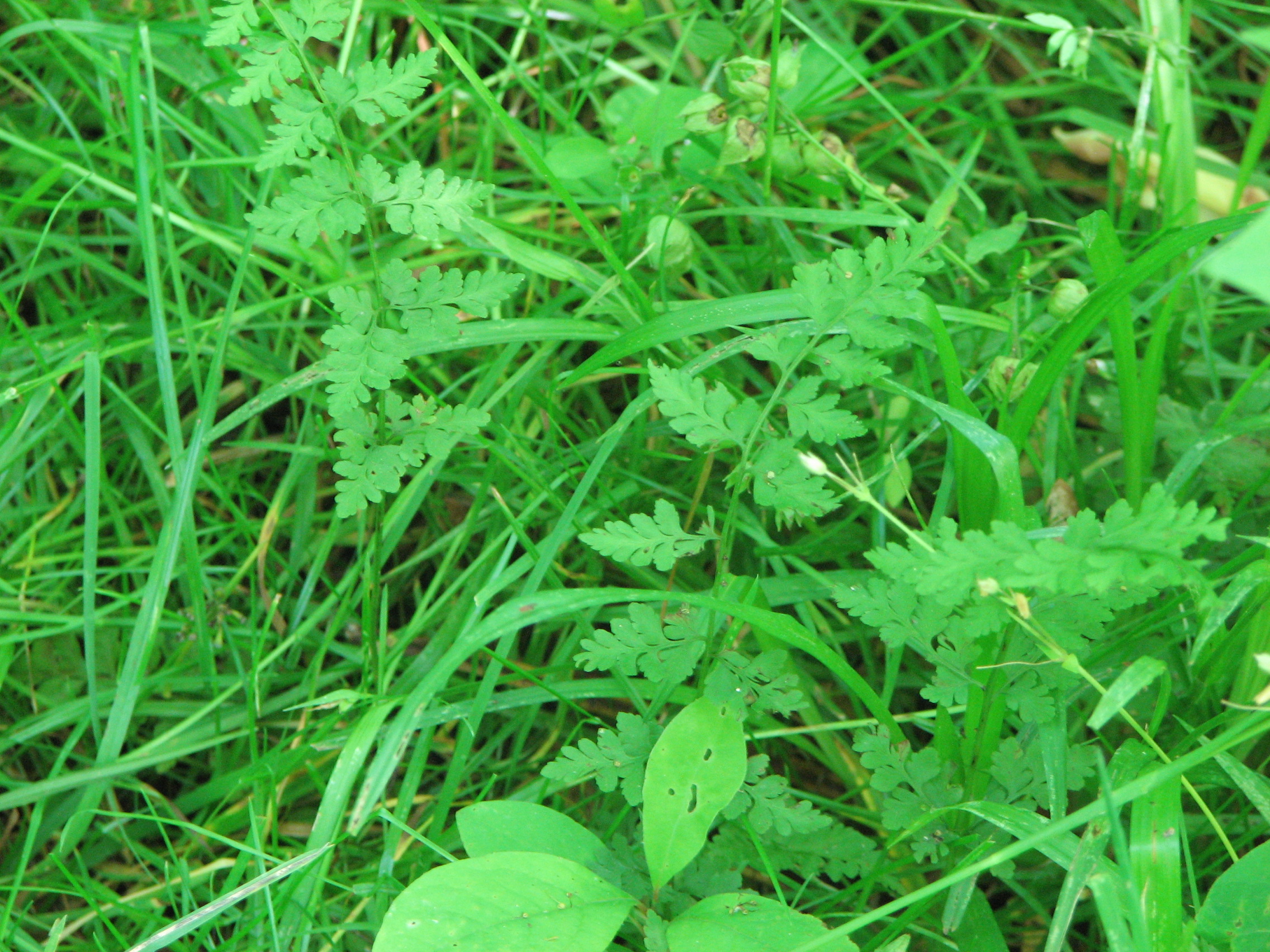